# 이지혜 (한의사)
이지혜는 대한민국의 한의사이며, 리아한의원 명동점의 원장이다.

## 방송 출연
- SBS 《좋은 아침》 - 자문의 패널
- MBC 《기분 좋은 날》 - 자문의 패널
- TV조선 《장수상회》 - 자문의 패널
- MBN 《엄지의 제왕》 - 자문의 패널
- 채널A 《나는 몸신이다》 - 자문의 패널
- tvN 《70억의 선택》 - 자문의 패널